# ボーズマン (モンタナ州)
ボーズマン（Bozeman）は、アメリカ合衆国モンタナ州の都市。ギャラティン郡の郡庁所在地である。人口は5万3293人（2020年）。市名は、ボーズマン・トレイルをつくったジョン・ボーズマン（John Bozeman）にちなんで付けられた。

## 歴史

### 先史時代
数千年の間、ショショーニ、ネズ・パース、ブラックフット、フラットヘッドやスーといった先住民族が居住していた。しかし、ギャラティン渓谷周辺では特定の部族が居るわけではなかった。

### 19世紀

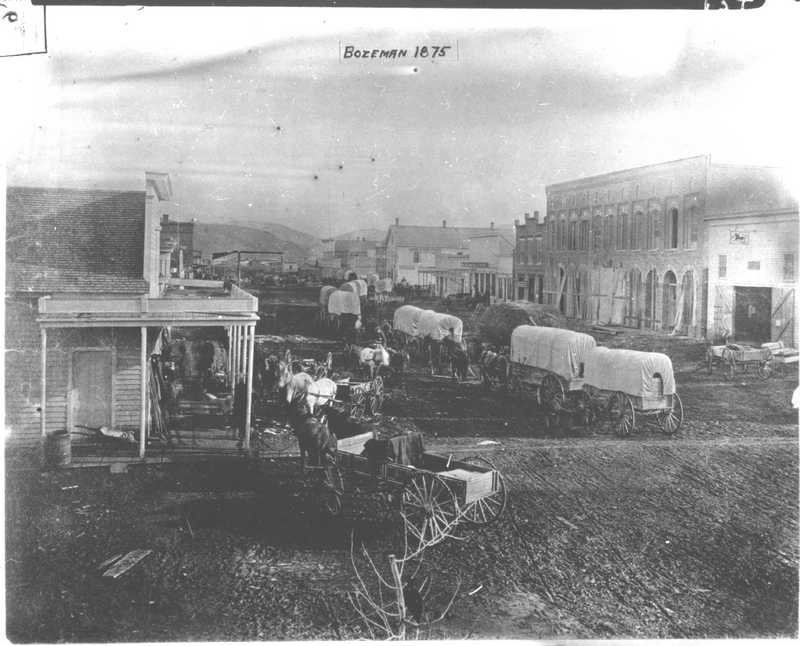
1875年のボーズマン

- 1806年7月 ウィリアム・クラークがスーリーフォークスからギャラティン川に沿って東にやってきた際に、この地を訪れた。クラーク隊の日誌の報告には、地元の部族が「花の谷」と呼んでいたゆくゆくは都市となるこの土地について簡潔に記述されている。
- 1863年、ジョン・ボーズマンはパートナーのジョン・ジェイコブスとともに、ボーズマン・トレイルを開拓した。オレゴン・トレイルから分岐してヴァージニア・シティの鉱山町にたどり着くもので、ギャラティン渓谷と現在のボーズマン市街地を経由している。
- 1864年、ジョン・ボーズマンはダニエル・ラウズやウィリアム・ビールとともに町の区画を策定し、「どんなに開拓生活に不慣れな者であっても、その金色の髪を易々と手入れしながらでも東方よりこの地域にどんどん入植することが可能なように、用意ができている」と宣言した。
- 1868年頃 インディアン戦争がボーズマン・トレイルに及んでいたが、入植者達にとってボーズマンの肥沃な土地は魅力的であった。
- 1868年、ネルソン・ストーリーという者が3000頭ものテキサスロングホーン（家畜の牛）を、怒れる先住民族及びネルソンを安全上の理由で通すまいとするアメリカ陸軍の合間をかいくぐってボーズマンにやってきた。これがモンタナ州での家畜業の基礎となった。

フォート・エリス（エリス要塞）は1868年第2騎兵隊のR. S. ラモット大尉と2中隊によって設立された。イエローストーン付近でのジョン・ボーズマンの不思議な死と、この地の入植者や坑夫らがさらなる防御の必要性を感じたことによる政情不安に対処するためであった。要塞はゲティスバーグの戦いの戦死者であるオーガスタス・ヴァン・ホーン・エリスにちなんで名付けられた。
- 1886年、要塞はその役目を終え、現在ではほとんど跡が残っていないが、モンタナ州立大学のフォート・エリス実験施設となっている。フォート・エリスに加え、小規模で短期間使われたフォート・エリザベス・ミーガーが1867年に地元の国民軍によって設立され、町の東12キロメートルにあるロック・クリークにあった。
- 1883年、ノーザン・パシフィック鉄道がボーズマンに達した。1900年頃には人口が3,500人となった。

### 20世紀
- 1906年、中国人の入植者Lu-Singが無関係の中国人入植者Tom Singを殺害する事件が起きた。簡易裁判での弁護では、目撃者がLu-Singの正当防衛だと主張したものの有罪とされてボーズマン監獄の外側に吊し上げとなった。

### フィクション
SFドラマシリーズ『新スタートレック』にU.S.S.ボーズマンという宇宙船が登場した。スタートレックシリーズのプロデューサーであるブラノン・ブラガがボーズマン出身であることによる。後に、スタートレックの世界では、2063年4月5日にボーズマンで地球人とバルカン人がファーストコンタクトすることになっている設定が追加された（『スタートレック:エンタープライズ』など）。
ボーズマンの下町が映画『リバー・ランズ・スルー・イット』に登場した。

## 地理
ボーズマンは北緯45度40分40秒、西経111度2分50秒 (45.677890, -111.047274)に位置する。市街はロッキー山脈に囲まれており、それぞれブリッジャー山地（Bridger Mountains）にあるギャラティン渓谷（Gallatin Valley）を東に、タバコルート山地を西に、ビッグベルト山地を北に、スパニッシュピークスとギャラティン連山を南に控え、これらの山々はロッキー山脈を構成している。ボーズマンには州間高速道路90号線が通っており、約140キロメートル西に行くとビュートが、約230キロメートル東にはビリングスがある。イエローストーン国立公園は市街地から150キロメートル南にある。
アメリカ合衆国統計局によると、この都市は総面積32.6 km2 (12.6 mi2) である。このうち32.6 km2 (12.6 mi2) が陸地で水地域は存在しない。

## 教育

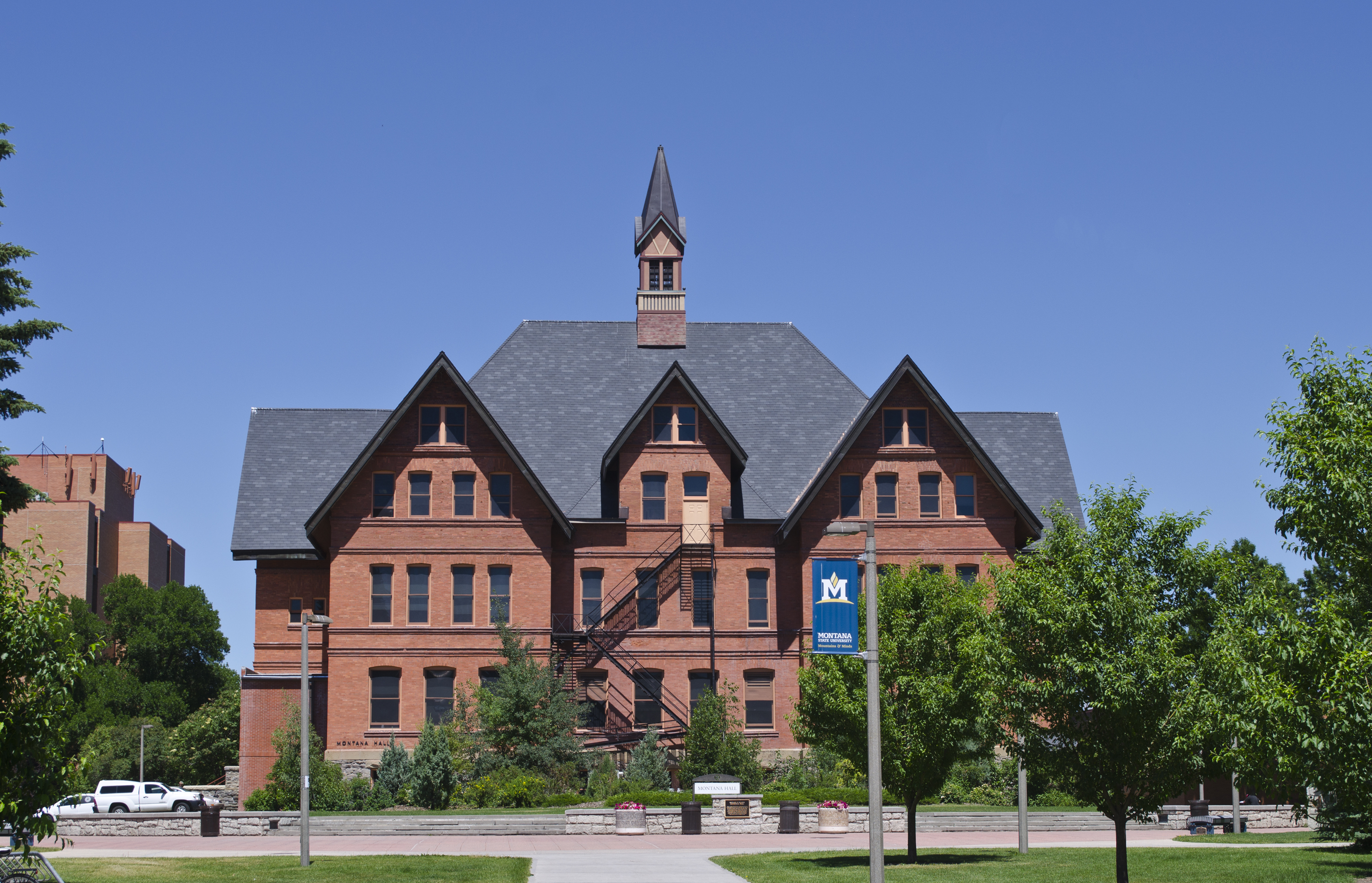
モンタナ州立大学

- モンタナ州立大学（en:Montana State University）

## 交通
- 隣のベルグレイドにボーズマン・イエローストーン国際空港がある。
- 州間高速道路90号線が通る。

## 気候
ケッペンの気候区分では亜寒帯湿潤気候に区分されるが、降水量は年間を通して多くはなく乾燥している。冬は寒冷であり、しばしば降雪が観測される。一方で夏は昼間を中心に気温が上がる。
| ボーズマン (モンタナ州)の気候     | ボーズマン (モンタナ州)の気候 | ボーズマン (モンタナ州)の気候 | ボーズマン (モンタナ州)の気候 | ボーズマン (モンタナ州)の気候 | ボーズマン (モンタナ州)の気候 | ボーズマン (モンタナ州)の気候 | ボーズマン (モンタナ州)の気候 | ボーズマン (モンタナ州)の気候 | ボーズマン (モンタナ州)の気候 | ボーズマン (モンタナ州)の気候 | ボーズマン (モンタナ州)の気候 | ボーズマン (モンタナ州)の気候 | ボーズマン (モンタナ州)の気候 |
| 月                                | 1月                           | 2月                           | 3月                           | 4月                           | 5月                           | 6月                           | 7月                           | 8月                           | 9月                           | 10月                          | 11月                          | 12月                          | 年                            |
| --------------------------------- | ----------------------------- | ----------------------------- | ----------------------------- | ----------------------------- | ----------------------------- | ----------------------------- | ----------------------------- | ----------------------------- | ----------------------------- | ----------------------------- | ----------------------------- | ----------------------------- | ----------------------------- |
| 最高気温記録 °C （°F）            | 18 (65)                       | 18 (64)                       | 24 (75)                       | 28 (83)                       | 33 (91)                       | 36 (96)                       | 41 (105)                      | 37 (99)                       | 35 (95)                       | 31 (88)                       | 23 (73)                       | 17 (63)                       | 41 (105)                      |
| 平均最高気温 °C （°F）            | 2.2 (36.0)                    | 3.9 (39.1)                    | 8.8 (47.8)                    | 13.8 (56.8)                   | 18.6 (65.4)                   | 23.2 (73.8)                   | 28.6 (83.4)                   | 28.3 (83.0)                   | 22.4 (72.3)                   | 15.2 (59.4)                   | 6.3 (43.3)                    | 1.2 (34.1)                    | 14.37 (57.87)                 |
| 日平均気温 °C （°F）              | −3.8 (25.1)                   | −2.4 (27.7)                   | 1.9 (35.5)                    | 6.3 (43.4)                    | 10.9 (51.7)                   | 15.2 (59.3)                   | 19.5 (67.1)                   | 18.9 (66.1)                   | 13.7 (56.6)                   | 7.6 (45.6)                    | 0.3 (32.5)                    | −4.8 (23.4)                   | 6.94 (44.5)                   |
| 平均最低気温 °C （°F）            | −9.9 (14.1)                   | −8.7 (16.3)                   | −4.9 (23.2)                   | −1.1 (30.0)                   | 3.3 (38.0)                    | 7.1 (44.8)                    | 10.4 (50.8)                   | 9.6 (49.2)                    | 5 (41.0)                      | −0.1 (31.8)                   | −5.8 (21.6)                   | −10.7 (12.7)                  | −0.48 (31.13)                 |
| 最低気温記録 °C （°F）            | −38 (−36)                     | −42 (−43)                     | −33 (−27)                     | −23 (−10)                     | −9 (16)                       | −3 (26)                       | 0 (32)                        | −3 (26)                       | −11 (12)                      | −23 (−10)                     | −32 (−26)                     | −38 (−36)                     | −42 (−43)                     |
| 降水量 mm （inch）                | 21.1 (0.83)                   | 19.8 (0.78)                   | 35.1 (1.38)                   | 58.4 (2.30)                   | 80.8 (3.18)                   | 79 (3.11)                     | 37.1 (1.46)                   | 36.3 (1.43)                   | 35.6 (1.40)                   | 43.7 (1.72)                   | 30.2 (1.19)                   | 23.6 (0.93)                   | 500.7 (19.71)                 |
| 降雪量 cm （inch）                | 32 (12.6)                     | 25.9 (10.2)                   | 39.9 (15.7)                   | 33.3 (13.1)                   | 10.2 (4.0)                    | 1.3 (.5)                      | 0.8 (.3)                      | 0 (0)                         | 2 (0.8)                       | 14.7 (5.8)                    | 29.5 (11.6)                   | 30.2 (11.9)                   | 218.7 (86.1)                  |
| 出典1：NOAA (平年値 1980–2010)    |                               |                               |                               |                               |                               |                               |                               |                               |                               |                               |                               |                               |                               |
| 出典2：The Weather Channel (極値) |                               |                               |                               |                               |                               |                               |                               |                               |                               |                               |                               |                               |                               |

## 人口動静
2000年の国勢調査で、この都市は人口27,509人、10,877世帯、及び5,014家族が暮らしている。人口密度は843.0/km2 (2,183.8/mi2) である。354.8/km2 (919.0/mi2) の平均的な密度に11,577軒の住宅が建っている。この都市の人種的な構成は白人94.73%、アフリカン・アメリカン0.33%、ネイティブ・アメリカン1.24%、アジア1.62%、太平洋諸島系0.07%、その他の人種0.54%、及び混血1.47%である。ここの人口の1.59%はヒスパニックまたはラテン系である。
10,877世帯のうち、22.3%が18歳未満の子供と一緒に生活しており、36.0%は結婚した配偶者と共に生活している。7.3%は未婚の女性が世帯主であり、53.9%は家族と暮らしていない。全世帯の30.4%は一人暮らしで、そのうち65歳以上の場合は6.7%である。1世帯の平均人数は2.26人であり、家族で住んでいる場合は2.85人である。
この都市内の住民は16.0%が18歳未満の未成年、18歳以上24歳以下が33.0%、25歳以上44歳以下が28.6%、45歳以上64歳以下が14.4%、及び65歳以上が8.0%にわたっている。中央値年齢は25歳である。女性100人ごとに対して男性は111.2人である。18歳以上の女性100人ごとに対して男性は112.6人である。
この都市の世帯ごとの平均的な収入は32,156 USドルであり、家族ごとの平均的な収入は41,723 USドルである。男性は28,794 USドルに対して女性は20,743 USドルの平均的な収入がある。この都市の一人当たりの収入 (per capita income) は16,104 USドルである。人口の20.2%及び家族の9.2% は貧困線以下である。全人口のうち18歳未満の14.8%及び65歳以上の4.4%は貧困線以下の生活を送っている。

## 関係者
- ジョン・ボーズマン
- ブラノン・ブラガ：スタートレックシリーズの脚本家・プロデューサー。
- ゲイリー・クーパー：俳優。ギャラティンバレー高校に通っていた。
- ゼイルス・エクトン (Zales Ecton)：1930年代活躍した共和党の政治家。
- ピーター・フォンダ：俳優。ヘンリー・フォンダの息子・ジェーン・フォンダの弟・ブリジット・フォンダの父。
- ジョン・ホーナー：古生物学者。映画ジュラシック・パークの登場人物アラン・グラントのモデル。
- ベン・ミカエルソン (Ben Mikaelsen)：作家。
- エリザベス・クレア・プロフェット (Elizabeth Clare Prophet)：新興宗教Church Universal and Triumphantの共同創設者。現在、アルツハイマーのためボーズマンのホスピスで暮らしている。
- レッド・クラウド：オグララスー族の酋長。ボーズマン・トレイルの建設を妨害し、ボーズマン近郊をめぐって争った。
- ジュリア・ソーン：作家、ジョン・ケリーの元妻。
- デイヴ・ウォーカー (Dave Walker)：ミュージシャン。
- ピーター・ヴォーコス：陶芸家。